# Grünbrücke

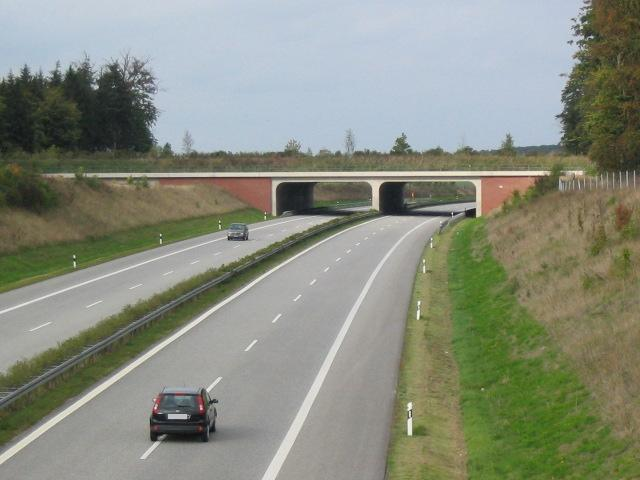
Wildbrücke über die A 14 bei Schwerin

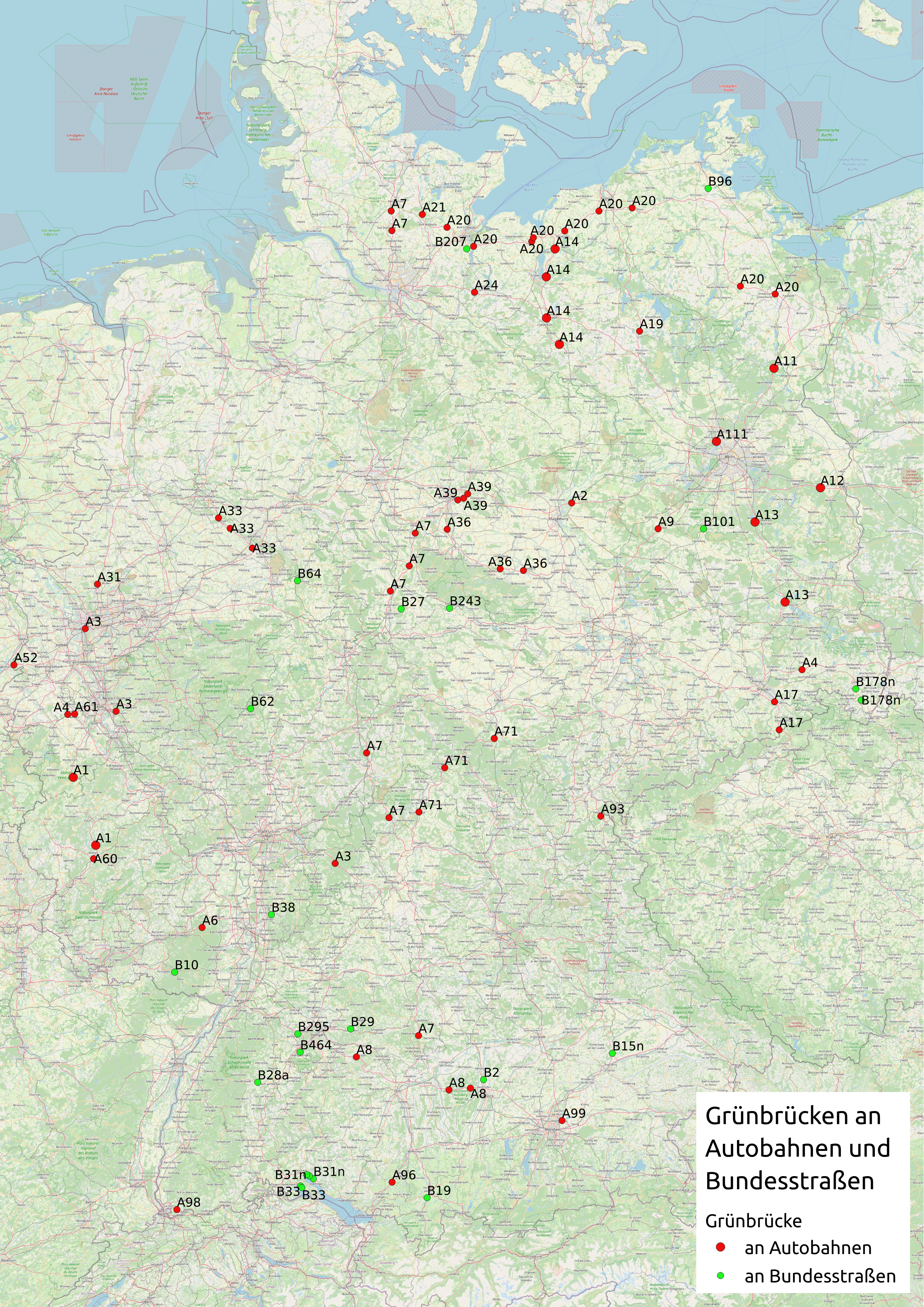
Karte: 87 Grünbrücken über Autobahnen und Bundesstraßen in Deutschland, Stand Januar 2022

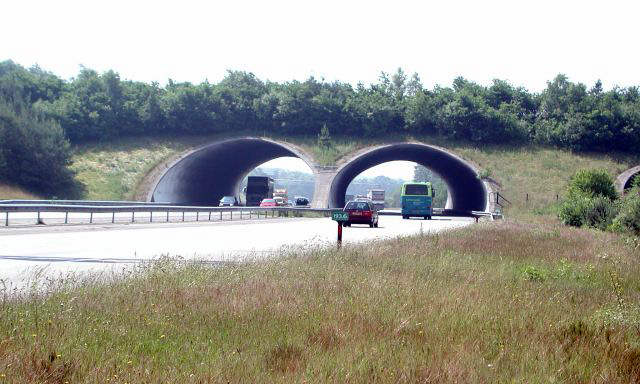
Eine Grünbrücke über die A 50 bei Woeste Hoeve in den Niederlanden

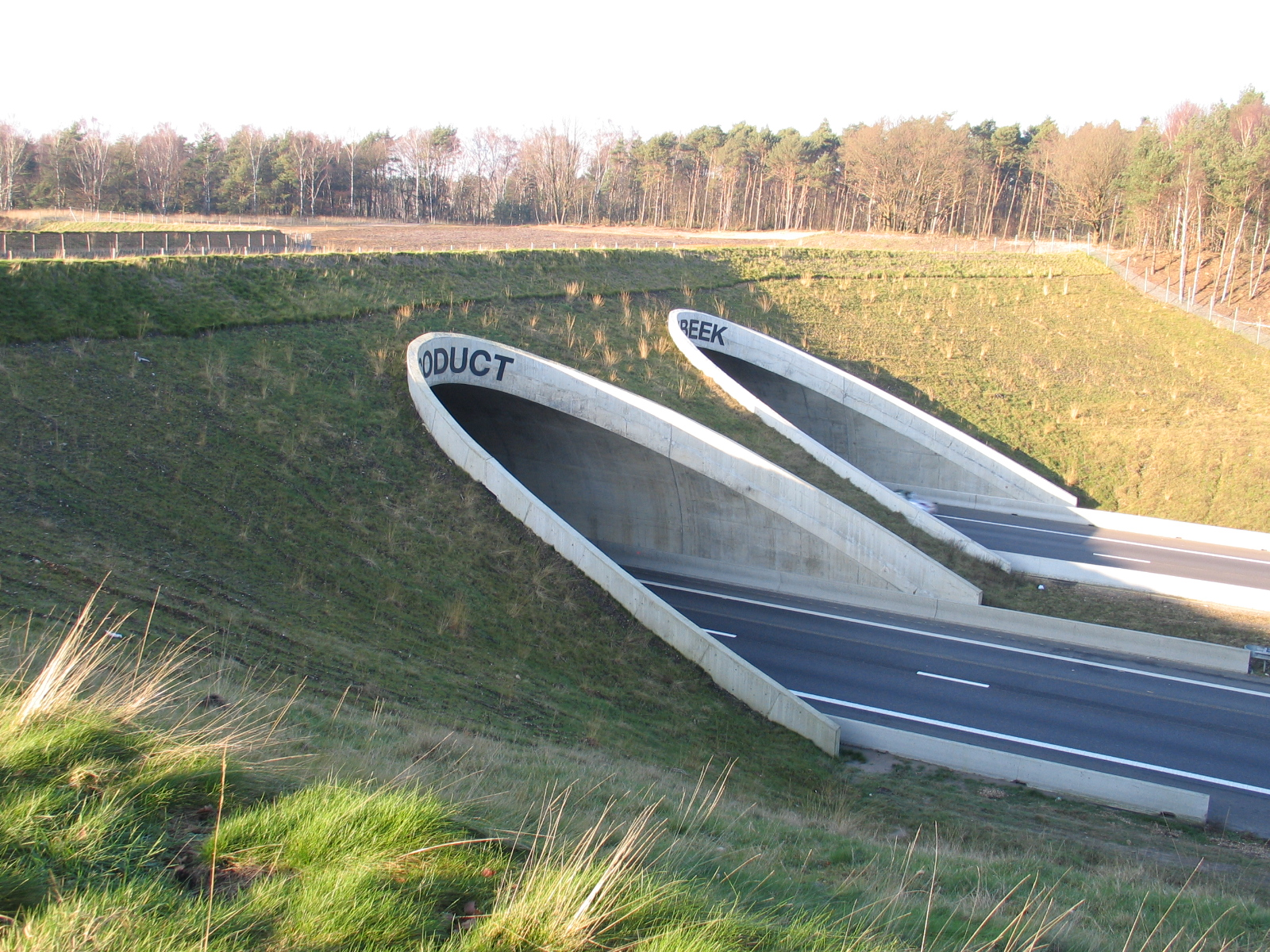
Grünbrücke Ecoduct Kikbeek A2 in Belgien

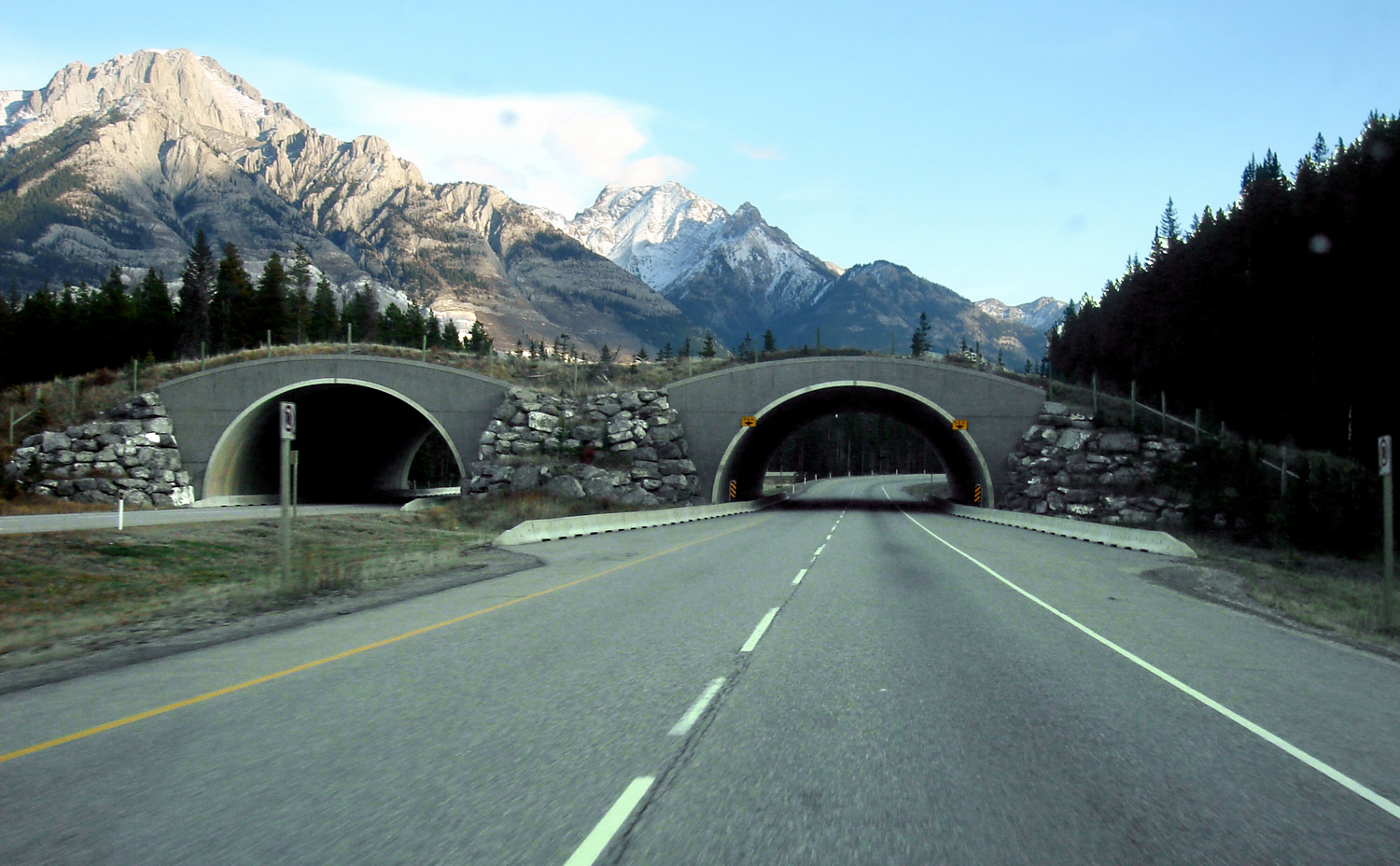
Grünbrücke über den Trans-Canada Highway im Banff-Nationalpark zwischen Banff und Lake Louise in der kanadischen Provinz Alberta

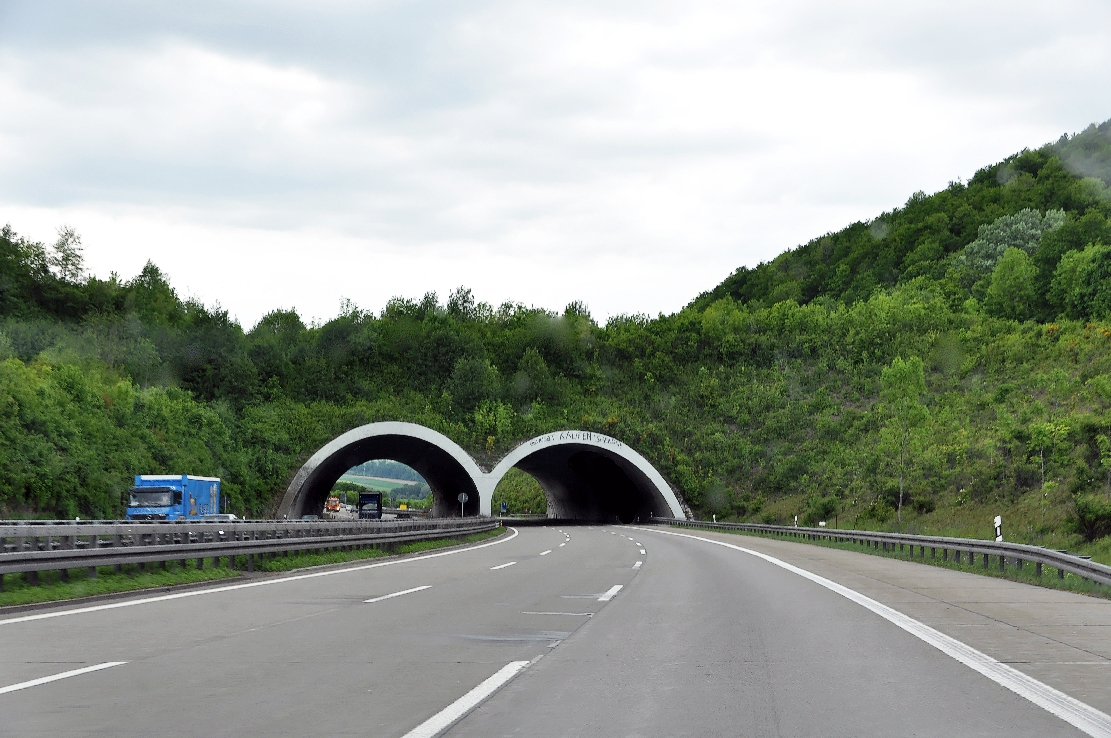
Wildbrücke auf der A 8 zwischen Stuttgart und Ulm

Eine Grünbrücke oder Wildbrücke ist eine Brücke, die es wildlebenden Tieren ermöglicht, stark befahrene Verkehrswege wie Autobahnen, Bundesstraßen und Bahnstrecken gefahrlos zu queren. Grünbrücken verbinden Lebensräume des Wildes, die durch Verkehrswege zerschnitten sind, und sollen somit die Folgen der zunehmenden Landschaftszerschneidung mildern.

## Aufbau und Klassifizierung
Damit eine Grünbrücke ihrem Zweck entsprechend vom Wild benutzt wird, muss sie bestimmte Voraussetzungen erfüllen. So haben Wildbrücken in der Regel eine Mindestbreite von 50 Metern, damit sie von größeren Tieren wie Hirschen angenommen werden. Der Begriff Grünbrücke wird dabei besonders bei größerer Breite und Bewuchs genutzt. Die Breite der Brücken variiert und kann mehr als 80 Meter betragen. In diesem Fall wird das Kreuzungsbauwerk als Landschaftstunnel bezeichnet. Es gibt auch Kleintierbrücken, die nur wenige Meter breit sind.
Die Lage der Querungsstelle spielt ebenfalls eine besondere Rolle: Grünbrücken werden an bekannten Wildwechseln erbaut, um die Tiere möglichst unkompliziert über die Brücke zu führen. Um die Sicht auf die zu querenden Verkehrswege abzuschirmen, werden die Seitenränder der Brücke oft heckenartig bepflanzt, wobei meistens auch die übrige Fläche der Brücke bepflanzt ist. Im Allgemeinen sind dies Stauden, Gras und Büsche.
Die West Autobahn in Österreich wurde im Bereich der Stadt Salzburg (Abfahrt Salzburg-Mitte) mit einer Grünbrücke eingehaust, die dazu dient, das ursprüngliche, von der Autobahn geteilte Dorf Liefering als Siedlungsraum wiederherzustellen. Über der Autobahntrasse befindet sich ein Park.

## Nutzen
Untersuchungen zur biologischen Wirksamkeit von Grünbrücken haben gezeigt, dass sie in großem Maße zur Verbindung von Lebensräumen beitragen. Sie werden nicht nur von größeren Wildtieren zur Querung genutzt, sondern auch von wirbellosen Tieren wie Faltern, Spinnen und Käfern. Nach einer Untersuchung der Landesforstanstalt Eberswalde, die von Mai 2005 bis April 2006 durchgeführt wurde, passierten fast 2300 Wildtiere eine Grünbrücke über die A 11 in Brandenburg. Bei Versuchsreihen auf einer Brücke in Kroatien über die Autobahn zwischen Karlovac und Rijeka haben Forscher mit Infrarotschranken die Tierwanderungen gemessen. Dabei wurden Tiere ab der Größe eines Fuchses erfasst. Innerhalb eines Jahres passierten rund 6.000 Tiere diese Brücke, darunter Bären, Wölfe und Luchse. Bei den Untersuchungen wurden Infrarot-Fotofallen genutzt.
Grünbrücken haben eine verbindende Funktion und tragen zu einer Reduzierung von Wildunfällen bei.

## Alternativen

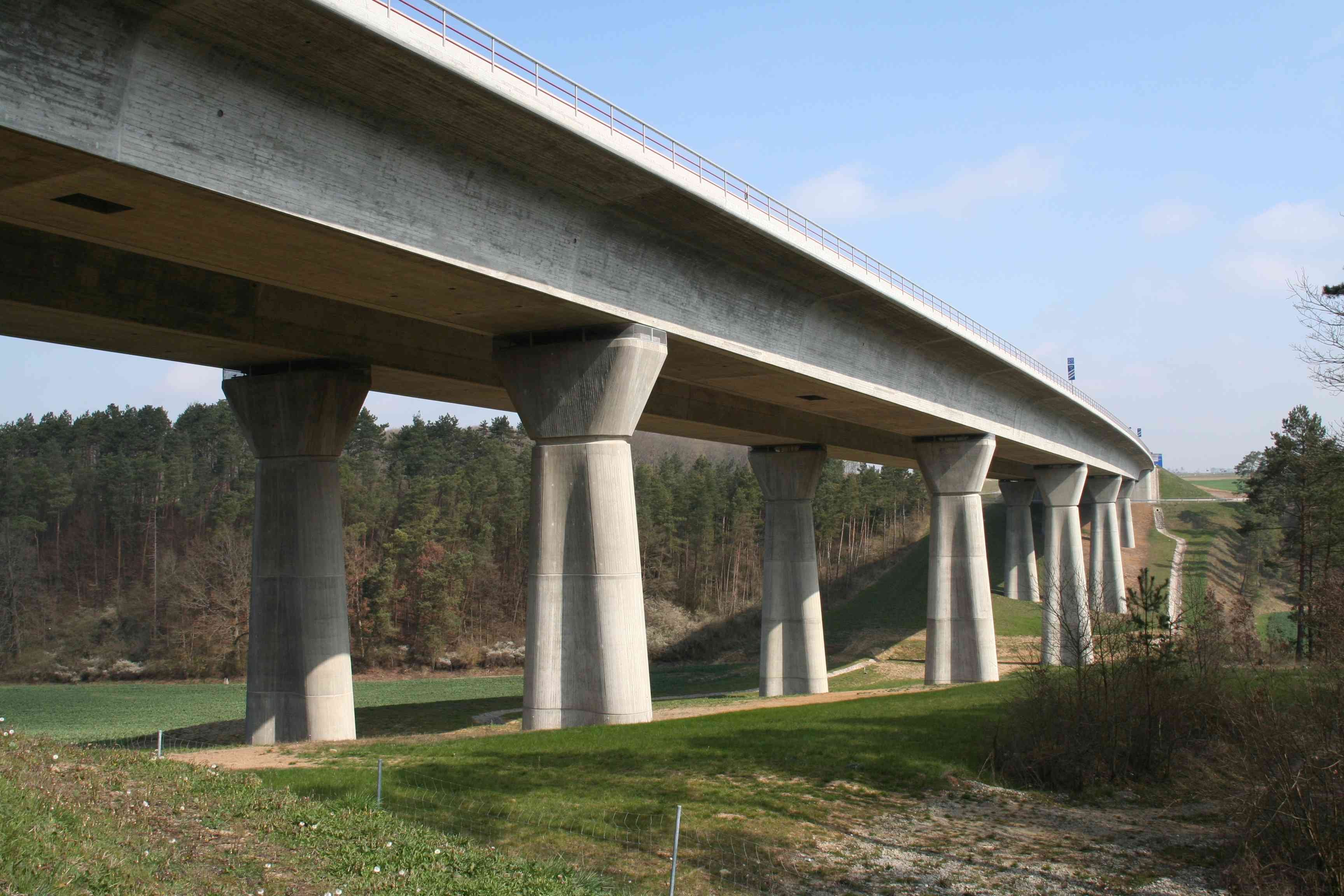
Thalwassertalbrücke: Unterquerung unter der A71 bei Poppenlauer in Unterfranken

Ebenfalls zur Querung von Verkehrswegen eignen sich durchführende Wildbrücken. Diese sollten aber eine Höhe von zehn Metern nicht unterschreiten, da sie sonst von einigen Arten schlecht angenommen werden. Von Huftieren werden Tunnel gemieden. Darüber hinaus gibt es die Möglichkeit, Kleintieren oder Amphibien eine sichere Querung von Verkehrswegen in Form von Kleintiertunneln/Kleintierdurchlässen zu ermöglichen. Diese Röhren können von Amphibien, aber auch von kleinen Säugetieren wie Dachsen oder Ottern benutzt werden. Zu beachten ist dabei, dass für die wechselnde Tierart die gegenüberliegende Öffnung als Ausgang erkennbar ist.

## Kosten
Laut ADAC-Angaben belaufen sich die Baukosten je Grünbrücke in Deutschland auf ein bis drei Millionen Euro. Wenn eine Grünbrücke zusammen mit einer Autobahn gebaut wird, ist ihre Errichtung preisgünstiger, als wenn sie nachträglich errichtet wird.

## Ausführungen

### Deutschland
Derzeit gibt es in Deutschland 107 Grünbrücken über Autobahnen oder Bundesstraßen, einschließlich Landschaftsbrücken und -tunnel, jedoch ohne bergmännisch errichtete Tunnel und ohne Kleintiertunnel (Stand: März 2021). Der ADAC, der BUND und andere Verbände sehen einen erheblich höheren Bedarf. Das Bundesamt für Naturschutz geht von 30.000 „Konfliktstellen“ im überregionalen Verkehrsnetz aus. An solchen Gefahrenstellen stirbt ein Großteil der in Deutschland durch „nicht jagdliche Einwirkungen“ (Fallwild) zu Tode kommenden Tiere: jährlich sind dies 202.000 Rehe, 16.000 Wildschweine und 3.100 Hirsche.
Im Rahmen des Konjunkturpakets II wurden einige Wildbrücken geplant und beschlossen, zum Beispiel im Bundesland Brandenburg und vier Brücken bei Geldern. Der Landesjagdverband NRW befürwortet die Brücken, weil er hofft, dass sie die Inzucht bei einigen Wildarten verringern. Vor allem Rotwild sei davon betroffen.
An folgenden Stellen befindet sich mindestens eine Grünbrücke oder ist zumindest in Planung:
- Bundesautobahn 1 bei Blankenheim, Hasborn und Wittlich
- Bundesautobahn 2 bei Burg
- Bundesautobahn 3 bei Duisburg (als Landschaftsbrücke), Köln,[9] Weibersbrunn,[10] Würzburg-Kist und Wiesentheid
- Bundesautobahn 4 bei Elsdorf und Burkau
- Bundesautobahn 6 bei Wattenheim
- Bundesautobahn 7 bei Neumünster-Süd, Bad Bramstedt[11]
- Bundesautobahn 7 bei Bockenem, 52° 2′ 21,6″ N, 10° 10′ 37,1″ O
- Bundesautobahn 7 beim Harzhorn 51° 49′ 59,6″ N, 10° 6′ 57,6″ O
- Bundesautobahn 7 bei Hillerse (Northeim) 51° 40′ 25,8″ N, 9° 55′ 23,3″ O
- Bundesautobahn 7 bei Brokenlande[11]
- Bundesautobahn 7 bei Nietheim,[12] 48° 46′ 19,3″ N, 10° 12′ 38,6″ O
- Bundesautobahn 7 bei Oberthulba, 50° 13′ 0,2″ N, 9° 54′ 33,5″ O
- Bundesautobahn 7 bei Aalen
- Bundesautobahn 8 bei Karlsbad, Aichelberg, Imberg, Zusmarshausen und Adelsried
- Bundesautobahn 9 bei Beelitz und Niemegk[13]
- Bundesautobahn 11 bei Joachimsthal
- Bundesautobahn 12 bei Briesen (Mark)[14] 52° 19′ 24,4″ N, 14° 18′ 53,3″ O
- Bundesautobahn 13 bei Großräschen, diese Wildbrücke ist eine umgebaute ehemalige Straßenbrücke[15] 51° 36′ 16,8″ N, 13° 57′ 14,2″ O
- Bundesautobahn 13 bei Teupitz[16] 52° 6′ 33,1″ N, 13° 38′ 46,7″ O
- Bundesautobahn 14 bei Jesendorf, Schwerin-Nord, Schwerin-Ost, Ludwigslust, Grabow, Groß-Warnow, Colbitz und Dolle (Burgstall)
- Bundesautobahn 15 bei Boblitz
- Bundesautobahn 17 bei Dresden-Gorbitz (Tunnel Altfranken), Heidenau (Landschaftstunnel Meuschaer Höhe) und Bad Gottleuba-Berggießhübel (Landschaftstunnel Harthe)
- Bundesautobahn 19 bei Wredenhagen
- Bundesautobahn 20 bei Mönkhagen, Lüdersdorf, Bobitz, Wismar, Neukloster, Bad Doberan, Sanitz, Neubrandenburg-Ost (Kleintierdurchlass), Friedland, Pasewalk und Prenzlau-Ost (Wildtierdurchlass)
- Bundesautobahn 21 bei Nettelsee (Wildtierdurchlass) und Wahlstedt
- Bundesautobahn 24 bei Gudow
- Bundesautobahn 31 bei Schermbeck
- Bundesautobahn 33 bei Bad Rothenfelde, Borgholzhausen (3×), Halle (Westf.) (3×) und Bielefeld
- Bundesautobahn 36 bei Flöthe, Westerhausen und Hoym
- Bundesautobahn 39 bei Scheppau, Cremlingen und Sickte
- Bundesautobahn 44 bei Hessisch-Lichtenau-Mitte, Hessisch-Lichtenau-Ost und Waldkappel
- Bundesautobahn 52 bei Elmpt (NRW)[6]
- Bundesautobahn 60 bei Wittlich
- Bundesautobahn 71 bei Ilmenau, Meiningen und Münnerstadt
- Bundesautobahn 93 bei Schönwald
- Bundesautobahn 96 bei Gebrazhofen und Kißlegg
- Bundesautobahn 98 bei Lörrach-Ost
- Bundesautobahn 111 Nähe Schulzendorfer Straße (Berlin)
- Bundesstraße 2 bei Stettenhofen
- Bundesstraße 10 bei Gingen
- Bundesstraße 15n bei Neufahrn-Süd
- Bundesstraße 19 bei Waltenhofen und Memhölz
- Bundesstraße 27 zwischen AS Waake-West und Göttingen-Roringen (besonders für Wildkatzen)[17] 51° 33′ 38,1″ N, 10° 1′ 59,5″ O
- Bundesstraße 28a bei Schopfloch
- Bundesstraße 29 bei Schorndorf (zwei Landschaftstunnel)
- Bundesstraße 31 zwischen Stockach-Ost und Überlingen-Nord (6× auf 10 km)
- Bundesstraße 33 bei Radolfzell und Allensbach-West
- Bundesstraße 38 bei Birkenau (Odenwald) (Südhessen) kurz nach dem Saukopftunnel
- Bundesstraße 62 bei Biedenkopf
- Bundesstraße 64 bei Altenbeken
- Bundesstraße 96 bei Sehlen und Miltzow
- Bundesstraße 101 bei Luckenwalde, Europas größte Grünbrücke aus Holz[18]
- Bundesstraße 178n bei Obercunnersdorf und Niederoderwitz
- Bundesstraße 207 bei Lübeck
- Bundesstraße 243 bei Tettenborn
- Bundesstraße 295 zwischen Leonberg und Renningen
- Bundesstraße 464 bei Böblingen
- Landesstraße 361 bei Bergheim (NRW)

 In den Artikeln der Bundesautobahnen und -straßen sind fertige und geplante Grünbrücken in den Listen der Anschlussstellen und Bauwerke aufgeführt und mit diesem grünen Symbol  gekennzeichnet.
Ein Beispiel für eine Grünbrücke an einer Bahnstrecke liegt an der Weddeler Schleife auf Höhe Essehof. 52° 18′ 9,8″ N, 10° 40′ 52,5″ O

### Österreich

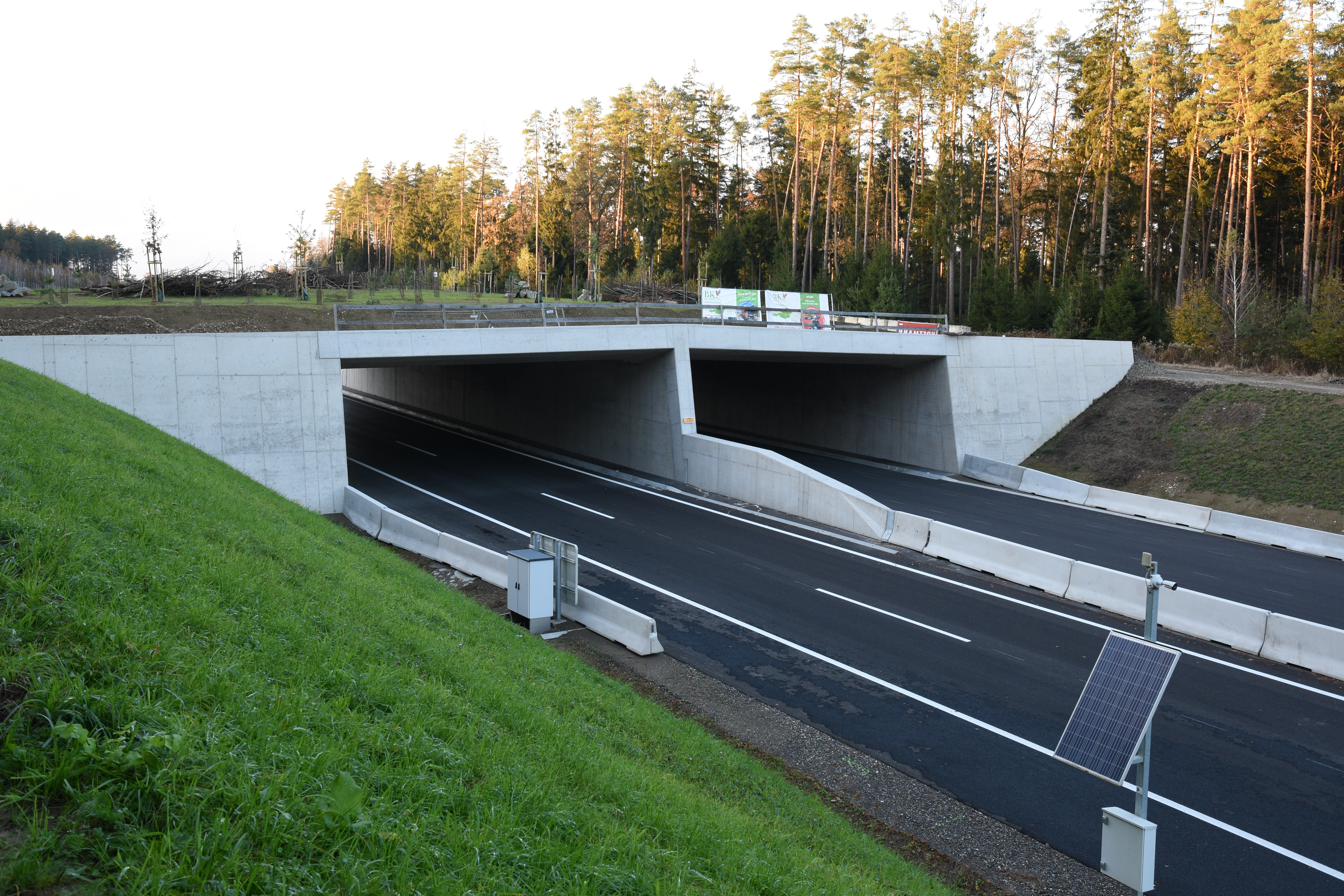
Wildbrücke Fürstenfelder Schnellstraße S7

Die erste wissenschaftliche Forderung nach Wildbrücken erfolgte beim Bau der Ost Autobahn im Jahr 1987 im Zuge des Alpen-Karpaten-Korridors. Dieser Forderung wurde nicht nachgekommen. Erst im Jahr 1997 nach Herausgabe der für die den Straßenbau in Österreich verbindlichen Richtlinie Wildschutz (RVS 3.01; heute RVS 04.03.12) durch die Forschungsgesellschaft Straße – Schiene – Verkehr wurden weitere Untersuchungen an Autobahnen und Schnellstraßen durchgeführt. Nach diesen Berechnungen ergibt sich für die damals aktuelle Länge von 2000 Kilometern übergeordneten Straßen ein Bedarf von 84 Tunnel und Überführungen sowie 422 Unterführungen mit einer Breite größer als 30 m.
In Österreich wurde von der ASFINAG im Jahr 2004 auf der Süd Autobahn in Kärnten der Bärentunnel mit einer Länge von 91 Meter Länge nachträglich errichtet, da sich das Gebiet im Natura-2000-Gebiet Schütt-Graschelitzen befindet und Teil des LIFE-Natur-Projektes ‚Schütt – Dobratsch‘ ist.
Weiters existieren Grünbrücken über die Donauufer-Autobahn bei Jedlesee, im Abschnitt Eibesbrunn–Schrick der Nord Autobahn, bei der Parndorfer Platte über die Ost Autobahn, über die Innkreis Autobahn (seit 2003) südlich Wels sowie über Strecken der ÖBB, z. B. im Bereich der Koralmbahn.
Die ASFINAG plant November 2015 die Fertigstellung einer Grünbrücke bei Ybbs über die A1. Mit St. Valentin und St. Georgen am Ybbsfelde (beides im Bezirk Amstetten) ist die Errichtung von 16 Grünbrücken in den Jahren 2016 bis 2027 geplant. Typischerweise werden sie 60 m breit ausgeführt, mit Büschen und Bäumen bepflanzt und mit einem Sichtschutz gegen Autoscheinwerfer ausgestattet.

### Schweiz
2021 gab es in der Schweiz 44 Wildbrücken. Die ersten wurden 1992 über die neue A7 im Thurgau erbaut. Das Bundesamt für Umwelt, das Bundesamt für Strassen und die Kantone arbeiten seit 2003 an der Wiederherstellung von 51 unterbrochenen Wildtierkorridoren von überregionaler Bedeutung, von denen 41 Nationalstrassen queren. 2020 galten noch 47 Korridore als fürs Wild nicht benutzbar; 171 von insgesamt 304 Wildtierkorridoren mit überregionaler Bedeutung waren beeinträchtigt. Auch über Eisenbahnstrecken wurden vielerorts Wildbrücken errichtet.
Eine 2019 publizierte Untersuchung zeigt, dass – wie in anderen Ländern – Hirsche nur in seltenen Fällen Wildbrücken annehmen und nur die Hälfte der untersuchten Passagen von Wildschweinen genutzt wurden.

### Luxemburg
- Tunnel und Wildbrücke Ringelbur

### Singapur
In Singapur wurde mit der Eco-Link@BKE 2013 die erste Grünbrücke Asiens über den Bukit Timah Expressway errichtet, welcher seit seinem Bau 1986 die beiden vorher aneinander grenzenden Naturreservate Bukit Timah Nature Reserve und Central Catchment Nature Reserve trennte.